# Ганкок (містечко, Вісконсин)
Ганкок (англ. Hancock) — місто (англ. town) в США, в окрузі Вошара штату Вісконсин. Населення — 393 особи (2020).

## Демографія
Згідно з переписом 2010 року, у місті мешкало 528 осіб у 231 домогосподарстві у складі 159 родин. Було 422 помешкання
Расовий склад населення:
| - 93,9 % — білих - 0,9 % — корінних американців - 0,4 % — чорних або афроамериканців - 4,0 % — осіб інших рас |

До двох чи більше рас належало 0,8 %. Частка іспаномовних становила 8,3 % від усіх жителів.
За віковим діапазоном населення розподілялося таким чином: 16,3 % — особи молодші 18 років, 59,5 % — особи у віці 18—64 років, 24,2 % — особи у віці 65 років та старші. Медіана віку мешканця становила 52,8 року. На 100 осіб жіночої статі у місті припадало 103,9 чоловіків;  на 100 жінок у віці від 18 років та старших — 104,6 чоловіків також старших 18 років.
Середній дохід на одне домашнє господарство  становив 55 827 доларів США (медіана — 53 875), а середній дохід на одну сім'ю — 63 386 доларів (медіана — 57 000). Медіана доходів становила 37 396 доларів для чоловіків та 32 083 долари для жінок. За межею бідності перебувало 11,5 % осіб, у тому числі 22,8 % дітей у віці до 18 років та 5,2 % осіб у віці 65 років та старших.
Цивільне працевлаштоване населення становило 228 осіб. Основні галузі зайнятості: сільське господарство, лісництво, риболовля — 26,3 %, мистецтво, розваги та відпочинок — 13,6 %, освіта, охорона здоров'я та соціальна допомога — 12,7 %.